# Szent Bertalan-dóm
A frankfurti Szent Bertalan-dóm vagy ismertebb nevén Kaiserdom a város legnagyobb és egyik legnevezetesebb temploma. Soha nem volt püspöki katedrális, ezért a dóm elnevezés tulajdonképpen nem helyénvaló. Jelentősége elsősorban abból fakad, hogy itt koronázták meg a német-római császárokat 1562 és 1792 között. Emiatt, különösen a 19. században, a német egyesítés, a Német Birodalom létrehozása korában a nemzeti egység szimbóluma lett.
Építészetileg a templom háromhajós csarnoktemplom, amit ötnyolcados kórus zár le, és az ehhez csatlakozó négyzetes alaprajzú torony. Városépítészeti okokból – a rendelkezésre álló hely függvényében – a főhajó szokatlanul rövid, a kereszthajó pedig nagyon hosszú. A templom teljes egészében terméskőből épült.

## Története

Az épület alaprajzának fejlődése a századok során (gif)

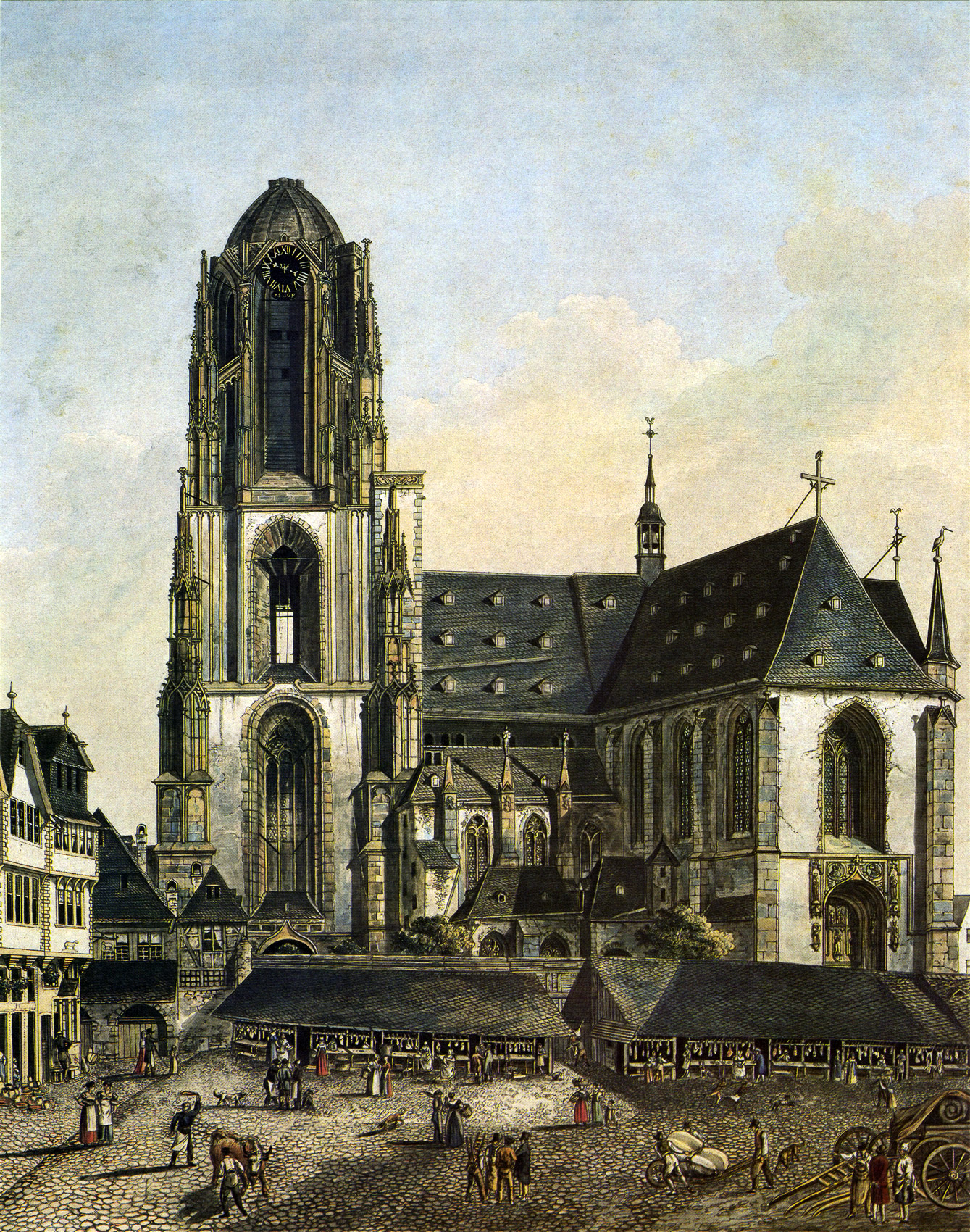
Az templom a befejezetlen toronnyal, 1813

A mai épület a régészeti feltárások szerint a harmadik templom ezen a helyen. Az építkezések nyomai a 7. századig vezethetők vissza. A 9. század körül az itteni templom a frankfurti királyi palota, a 
Königspfalz Frankfurt komplexumához tartozott. A mai templom 1250 és 1514 között épült, de nyugati tornyát pénzhiány miatt évszázadokig csak ideiglenes kupola fedte, ami meghatározta Frankfurt korabeli városképét. 1867-ben, egy városi tűzeset nyomán a dóm leégett. A „Császárdómot” rendkívül gyorsan, 1878-ra teljesen újjáépítették neogótikus stílusban, és ekkor fejezték be, a fennmaradt középkori tervek alapján, a torony teljes felépítését is.
1943 és 1944 között az Altsatdtot ért folyamatos bombázások során a templom újból leégett, második újjáépítését csak 1953-ra tudták befejezni.

## Fordítás
- Ez a szócikk részben vagy egészben a Kaiserdom St. Bartholomäus című német Wikipédia-szócikk ezen változatának fordításán alapul.  Az eredeti cikk szerkesztőit annak laptörténete sorolja fel. Ez a jelzés csupán a megfogalmazás eredetét és a szerzői jogokat jelzi, nem szolgál a cikkben szereplő információk forrásmegjelöléseként.